# 基斯瓦拉尼山
13°8′18″S 72°2′29″W / 13.13833°S 72.04139°W
基斯瓦拉尼山（Kiswarani），是秘魯的山峰，位於該國南部庫斯科大區的卡爾卡省，南面是克烏尼亞科查湖，屬於安第斯山脈的一部分，海拔高度4,600米。